# التجدد لدى البشر
التجدد لدى البشر هو نمو الأنسجة والأعضاء المفقودة من جديد إثر إصابتها، وهو نقيض لالتئام الجروح، أو التجدد الجزئي، الذي يتضمن إغلاق موقع الإصابة بتدريج للنسيج الندبي، ويمكن لبعض الأنسجة مثل الجلد، والأعضاء الكبيرة كالكبد أن تنمو بسهولة كبيرة، بينما اعتُقد أن قدرة الأنسجة والأعضاء الأخرى على التجدد تلو الإصابة ضئيلة أو معدومة.
بحلول عام 2016 كان قد تمكن العلم من تحفيز تجدد الأنسجة وتفعيله باستخدام أربع تقنيات: التجدد بواسطة أداة، أو مواد، أو أدوية، أو عن طريق الطباعة ثلاثية الأبعاد داخل الزجاج.
جرت طباعة المثانات ثلاثية الأبعاد في المختبر منذ عام 1999، ويمكن تجديد أنسجة الجلد في الجسم الحي وفي الزجاج، وجُددت كذلك أعضاء أخرى، بما فيها القضيب، والدهون، والمهبل، ونسيج الدماغ، والتوتة، ونموذج مصغر عن القلب البشري، ويهدف البحث الجاري لتحفيز التجدد الكلي في المزيد من الأعضاء البشرية.

## تاريخ تجدد الأنسجة البشرية
تتجدد الأنسجة البشرية غير المصابة بشكل طبيعي بمرور الوقت، إذ تحتوي افتراضيًا على خلايا جديدة جاهزة لتُستبدل بتلك المستهلَكة، فعلى سبيل المثال، يجدد الجسم عظمًا كاملًا خلال 10 سنوات، بينما تتجدد أنسجة الجلد غير المتضررة خلال أسبوعين.
بينما يبدي الجسم استجابة مختلفة تجاه الأنسجة المصابة، وعادة ما تتضمن هذه الاستجابة الطارئة بناء مقدار من نسيج ندبي عبر فترة زمنية أطول من الاستجابة التجددية، مثلما ثبُت سريريًا وعن طريق الملاحظة. وتوجد العديد من المفاهيم التاريخية والدقيقة الأخرى حول عملية التجدد.
تتجدد الجروح كاملة الثخانة التي يقل قطرها عن 2 ملم عمومًا قبل التندب، وفي عام 2008، وُجد أن الجروح كاملة الثخانة التي يزيد قطرها عن 3 ملم تحتاج إلى إدخال مادة تحفز التجدد الكلي للنسج.
توجد بعض الأعضاء والأنسجة البشرية التي تتجدد بدلًا من التندب فقط إثر إصابتها، ومن بينها الكبد، ورؤوس الأصابع وبطانة الرحم، ولا تتوفر معلومات إضافية عن الاستبدال المنفعل للأنسجة في الجسم البشري، ولا عن آليات عمل الخلايا الجذعية، ولكن التقدم البحثي قد أتاح التجديد المحفز لأعضاء وأنسجة عديدة فاقت ما كان متوقعًا، ويكمن هدف هذه التقنيات في توظيفها في المستقبل القريب لتجديد أي نوع من الأنسجة في الجسم البشري.

### تاريخ تقنيات التجدد
بحلول عام 2016، فُعلت تقنيات التجدد بواسطة أدوات، ومواد وأدوية محفزة في الأحياء (أي داخل أنسجة حية)، بينما طُبقت تقنية التجدد عن طريق الطباعة ثلاثية الأبعاد بحلول العام ذاته في الزجاج (أي في المخبر) من أجل بناء الأنسجة وتحضيرها للزرع. 

#### التجدد بواسطة أداة
عادةً ما يترك جرح السكينة أو المبضع ندبًا، على عكس وخز الإبر، وفي عام 1976، تجددت ندبة بأبعاد 3*3 سم لدى شخص غير مصاب بالسكري بواسطة حقن من الإنسولين، وناقش الباحثون، مسلطين الضوء على أبحاث سابقة، أن الفضل في إحداث التجدد عاد للإنسولين، ونوّهت الأدلة القصصية إلى أن المحقنة كانت أحد المتغيرين اللذين ساعدا على تجدد ندبة الذراع، فقد حُقنت المحقنة في جميع أرباع مساحة الندبة ثلاث مرات يومًا لمدة 82 يومًا، تلاشت بعدها الندبة ولم تعد ملحوظة بالعين البشرية، وبعد سبعة أشهر فُحصت المنطقة من جديد ولوحظ مجددًا أن الندبة غير مرئية.
في عام 1997، أُثبِت أن الجروح التي يقل قطرها عن 2 ملم والناتجة عن أداة ما بإمكانها الالتئام دون أن تترك ندبًا، ولكن الجروح الأكبر من ذلك تتندب.
في عام 2013، ثبُتت في أنسجة الخنزير إمكانية إزالة أعمدة دقيقة كاملة الثخانة بقطر يقل عن 0.5 ملم، ليكون النسيج البديل تجدديًا لا متندبًا. نُزع النسيج المذكور وفق نمط كسري، مع إزالة ما زاد عن 40% من مساحته المربعة، ومع ذلك التأمت جميع الثقوب الكسرية كاملة الثخانة دون أن تترك ندبًا، وفي عام 2016 أُثبِتت تقنية النموذج الكسري هذه لدى أنسجة البشر أيضًا.

#### التجدد بواسطة مواد
عمومًا يمكن للجسم البشري تجديد النسج المصابة لأبعاد محدودة تصل لـ 2 ملم، وكلما زادت أبعاد الجرح سيتطلب تجدده تحفيزًا أكبر، وبحلول عام 2009، أمكن تحقيق أقصى تجدد محفز بواسطة مواد معينة داخل تمزق نسيجي ببعد 1 سم، إذ شكلت المادة ما يشبه جسرًا استخدمته الخلايا لعبور فجوة الجرح، ومن ثم تحللت، واستُخدمت هذه التقنية لأول مرة داخل إحليل ممزق عام 1996، وفي عام 2012، استُعيد إحليل متكامل داخل الأحياء.
يُعتبر استقطاب البلاعم إستراتيجية لتجديد الجلد، وتتمايز البلاعم عن الوحيدات الدائرة، وتُبرز مجموعة من الأنماط الظاهرية التي تتراوح بين النمط M1 الالتهابي والنمط M2 التجددي. تستقطب الهلامات المائية البلاعم ذات النمط الظاهري التجددي الأساسي M2 داخل الزجاج، وفي عام 2017 حققت هذه الهلامات تجددًا كاملًا للجلد، بما فيه الجريبات الشعرية، بعد الاستئصال الجزئي للندبات وإحداث جروح كاملة الثخانة لدى الخنازير. 

#### التجدد بواسطة الطباعة ثلاثية الأبعاد
في عام 2009، كان تجديد الأعضاء والأنسجة المجوفة ذات الأبعاد الكبيرة أكثر صعوبة بقليل، لذا كان يجب تجديدها أولًا داخل المختبر بالاستعانة بطابعة ثلاثية الأبعاد.
وبواسطة طباعة النسج، ظهرت بحلول عام 2012 أربعة مستويات معيارية مقبولة من التعقيد التجددي اعترفت بها مؤسسات أكاديمية متنوعة:
- المستوى الأول: كانت إعادة إنشاء النسج المسطحة، مثل الجلد، هي الأسهل.
- المستوى الثاني: تضمن البنى الأنبوبية مثل الأوعية الدموية.
- المستوى الثالث: تضمن البنى المجوفة غير الأنبوبية.
- المستوى الرابع: تضمن الأعضاء الصلبة، والتي كانت إعادة إنشائها هي الأصعب حتى حين، نظرًا لوعائيتها.

في عام 2012، أصبح بالإمكان إنماء نسيج بحجم ملعب كرة قدم داخل المختبر خلال 60 يومًا، وأمكن إنماء معظم أنماط الخلايا وتضخيمها خارج الجسم، ما عدا الكبد، والأعصاب والبنكرياس، لأن هذه الأنماط النسيجية تتطلب مجموعات من الخلايا الجذعية.
في عام 2015، طوّر باحثون إثباتًا على توليد أطراف حيوية مبدئية داخل المخبر، وقدروا أيضًا أن الأمر سيستغرق ما لا يقل عن عقد قبل اختبار هذه الأطراف على البشر، علمًا أنها أثبتت أداءها بشكل كامل بما تضمنته من جلد، وعضلات، وأوعية دموية وعظام.
في أبريل عام 2019 طبع باحثون قلبًا بشريًا ثلاثي الأبعاد، وأُنشئ هذا النموذج الأولي بواسطة خلايا جذعية بشرية، ولكن حجمه لم يتجاوز حجم قلب الأرنب، وأمل الباحثون بأن يتمكنوا يومًا من زرع نسخة مكبرة عن هذا القلب داخل الجسم البشري.

#### التجدد بالأدوية
الضمور الشحمي هو فقدان موضعي للشحوم في النسج، وهو شائع لدى مرضى السكري الذين يتلقون العلاج بحقن الإنسولين التقليدية، ولكن في عام 1949، أظهر نوع أكثر نقاءً من الإنسولين قدرته على تجديد الفقدان الموضعي للشحوم بعد الحقن لدى مرضى السكري، عوضًا عن التسبب بالضمور الشحمي، وفي عام 1984 تبين أن حقن الإنسولين المختلفة تؤدي لاستجابات تجددية متباينة فيما يتعلق بتشكل شحوم الجلد لدى الشخص ذاته، فسببت الأشكال التقليدية من حقن الإنسولين ضمورًا شحميًا، بينما سببت الحقن عالية النقاء تضخمًا شحميًا.
وفي عام 1976 تبين أن الاستجابة التجددية تتنشط لدى الأشخاص غير السكريين بعد معالجة ندبات الذراع المضمرة للشحم بالإنسولين المنحل النقي وحيد المحتوى المستخلص من الخنازير.